# Liste der Nummer-eins-Hits in Spanien (2009)
Dies ist eine Liste der Nummer-eins-Hits in Spanien im Jahr 2009. Sie basiert auf den offiziellen Chartlisten der Productores de Música de España (Promusicae), der spanischen Landesgruppe der IFPI. Es gab in diesem Jahr 10 Nummer-eins-Singles und 21 Nummer-eins-Alben.

## Singles
| ← 2008 ← | Liste der Nummer-eins-Hits in Spanien | Liste der Nummer-eins-Hits in Spanien | Liste der Nummer-eins-Hits in Spanien | 2010 →                    |
| \| Zeitraum \| Wo. ges. \| Interpret \| Titel Autor(en) \| Zusätzliche Informationen \| \| (Zeitraum, Wochen auf Platz eins, Interpret, Titel, Autor[en], zusätzliche Informationen) \| \| \| \| \| \| ----------------------------------------------------------------------------------------- \| -------- \| ----------------------------------- \| ---------------------------------------------------------------------------------------------------------------------------------------------------------------------------- \| ------------------------- \| \| 28. Dezember 2008 – 3. Januar 2009 1 Woche \| 1 \| Anastacia \| Pieces of a Dream Anastacia Lyn Newkirk, Basil Glen Ballard Jr., David Curtis Hodges \| – \| \| 4. Januar 2009 – 27. Juni 2009 25 Wochen (insgesamt 27) \| 27 \| Carlos Baute con Marta Sánchez \| Colgando en tus manos Carlos Roberto Baute Jiménez \| – \| \| 28. Juni 2009 – 4. Juli 2009 1 Woche \| 1 \| Macaco \| Moving Daniel Carbonell Heras \| – \| \| 5. Juli 2009 – 11. Juli 2009 1 Woche (insgesamt 27) \| 27 \| Carlos Baute con Marta Sánchez \| Colgando en tus manos Carlos Roberto Baute Jiménez \| – \| \| 12. Juli 2009 – 18. Juli 2009 1 Woche (insgesamt 2) \| 2 \| Michael Jackson \| Thriller Rodney Lynn Temperton \| – \| \| 19. Juli 2009 – 25. Juli 2009 1 Woche (insgesamt 27) \| 27 \| Carlos Baute con Marta Sánchez \| Colgando en tus manos Carlos Roberto Baute Jiménez \| – \| \| 26. Juli 2009 – 1. August 2009 1 Woche \| 1 \| Inna \| Hot Sebastian Alexandru Barac, Radu Pompiu Bolfea, Marcel Botezan \| – \| \| 2. August 2009 – 19. September 2009 7 Wochen \| 7 \| Pitbull \| I Know You Want Me (Calle Ocho) Armando Christian Pérez, Daniel Peter Seraphine, David James Wolinski, Stefano Bosco, Nicola Fasano, Patrick Gonella, Edward Edwin Bello Pou \| – \| \| 20. September 2009 – 17. Oktober 2009 4 Wochen \| 4 \| David Bisbal \| Esclavo de sus besos Juan Manuel Leal Benítez, José Abraham Martínez Pascual \| – \| \| 18. Oktober 2009 – 21. November 2009 5 Wochen (insgesamt 7) \| 7 \| Manuel Carrasco con Malú \| Que nadie Manuel Carrasco Galloso \| – \| \| 22. November 2009 – 28. November 2009 1 Woche (insgesamt 5) \| 5 \| Buraka Som Sistema feat. Pongo Love \| Kalemba (Wegue wegue) João Pedro da Silva Branco Barbosa, Rui Pedro Soares da Silva Pité, Andro del Pozo Botelho de Carvalho, Engracia Domingos da Silva \| – \| \| 29. November 2009 – 5. Dezember 2009 1 Woche \| 1 \| Alejandro Sanz feat. Alicia Keys \| Looking for Paradise Alicia J. Augello Cook, Alejandro Sánchez Pizarro, Tomas Torres Brent, Kaseem Daoud Dean \| – \| \| 6. Dezember 2009 – 2. Januar 2010 4 Wochen (insgesamt 5) \| 5 \| Buraka Som Sistema feat. Pongo Love \| Kalemba (Wegue wegue) João Pedro da Silva Branco Barbosa, Rui Pedro Soares da Silva Pité, Andro del Pozo Botelho de Carvalho, Engracia Domingos da Silva \| – \| |                                       |                                       | |                           |
| ← 2008 |                                       |                                       | | → 2010 →                  |
| Zeitraum | Wo. ges.                              | Interpret                             | Titel Autor(en) | Zusätzliche Informationen |
| (Zeitraum, Wochen auf Platz eins, Interpret, Titel, Autor[en], zusätzliche Informationen) |                                       |                                       | |                           |
| 28. Dezember 2008 – 3. Januar 2009 1 Woche | 1                                     | Anastacia                             | Pieces of a Dream Anastacia Lyn Newkirk, Basil Glen Ballard Jr., David Curtis Hodges                                                                                         | –                         |
| 4. Januar 2009 – 27. Juni 2009 25 Wochen (insgesamt 27) | 27                                    | Carlos Baute con Marta Sánchez        | Colgando en tus manos Carlos Roberto Baute Jiménez | –                         |
| 28. Juni 2009 – 4. Juli 2009 1 Woche | 1                                     | Macaco                                | Moving Daniel Carbonell Heras | –                         |
| 5. Juli 2009 – 11. Juli 2009 1 Woche (insgesamt 27) | 27                                    | Carlos Baute con Marta Sánchez        | Colgando en tus manos Carlos Roberto Baute Jiménez | –                         |
| 12. Juli 2009 – 18. Juli 2009 1 Woche (insgesamt 2) | 2                                     | Michael Jackson                       | Thriller Rodney Lynn Temperton | –                         |
| 19. Juli 2009 – 25. Juli 2009 1 Woche (insgesamt 27) | 27                                    | Carlos Baute con Marta Sánchez        | Colgando en tus manos Carlos Roberto Baute Jiménez | –                         |
| 26. Juli 2009 – 1. August 2009 1 Woche | 1                                     | Inna                                  | Hot Sebastian Alexandru Barac, Radu Pompiu Bolfea, Marcel Botezan | –                         |
| 2. August 2009 – 19. September 2009 7 Wochen | 7                                     | Pitbull                               | I Know You Want Me (Calle Ocho) Armando Christian Pérez, Daniel Peter Seraphine, David James Wolinski, Stefano Bosco, Nicola Fasano, Patrick Gonella, Edward Edwin Bello Pou | –                         |
| 20. September 2009 – 17. Oktober 2009 4 Wochen | 4                                     | David Bisbal                          | Esclavo de sus besos Juan Manuel Leal Benítez, José Abraham Martínez Pascual                                                                                                 | –                         |
| 18. Oktober 2009 – 21. November 2009 5 Wochen (insgesamt 7) | 7                                     | Manuel Carrasco con Malú              | Que nadie Manuel Carrasco Galloso | –                         |
| 22. November 2009 – 28. November 2009 1 Woche (insgesamt 5) | 5                                     | Buraka Som Sistema feat. Pongo Love   | Kalemba (Wegue wegue) João Pedro da Silva Branco Barbosa, Rui Pedro Soares da Silva Pité, Andro del Pozo Botelho de Carvalho, Engracia Domingos da Silva                     | –                         |
| 29. November 2009 – 5. Dezember 2009 1 Woche | 1                                     | Alejandro Sanz feat. Alicia Keys      | Looking for Paradise Alicia J. Augello Cook, Alejandro Sánchez Pizarro, Tomas Torres Brent, Kaseem Daoud Dean                                                                | –                         |
| 6. Dezember 2009 – 2. Januar 2010 4 Wochen (insgesamt 5) | 5                                     | Buraka Som Sistema feat. Pongo Love   | Kalemba (Wegue wegue) João Pedro da Silva Branco Barbosa, Rui Pedro Soares da Silva Pité, Andro del Pozo Botelho de Carvalho, Engracia Domingos da Silva                     | –                         |

## Alben
| ← 2008 ← | Liste der Nummer-eins-Hits in Spanien | Liste der Nummer-eins-Hits in Spanien | Liste der Nummer-eins-Hits in Spanien | 2010 →                    |
| \| Zeitraum \| Wo. ges. \| Interpret \| Titel \| Zusätzliche Informationen \| \| (Zeitraum, Wochen auf Platz eins, Interpret, Titel, zusätzliche Informationen) \| \| \| \| \| \| ------------------------------------------------------------------------------ \| -------- \| ----------------- \| ----------------------------- \| ------------------------- \| \| 7. Dezember 2008 – 10. Januar 2009 5 Wochen \| 5 \| Raphael \| 50 años después \| – \| \| 11. Januar 2009 – 31. Januar 2009 3 Wochen (insgesamt 5) \| 5 \| Amaia Montero \| Amaia Montero \| – \| \| 1. Februar 2009 – 28. Februar 2009 4 Wochen \| 4 \| Bruce Springsteen \| Working on a Dream \| – \| \| 1. März 2009 – 7. März 2009 1 Woche \| 1 \| Fangoria \| Absolutamente \| – \| \| 8. März 2009 – 28. März 2009 3 Wochen (insgesamt 5) \| 5 \| U2 \| No Line on the Horizon \| – \| \| 29. März 2009 – 4. April 2009 1 Woche \| 1 \| Mónica Naranjo \| Stage \| – \| \| 5. April 2009 – 18. April 2009 2 Wochen (insgesamt 5) \| 5 \| U2 \| No Line on the Horizon \| – \| \| 19. April 2009 – 25. April 2009 1 Woche (insgesamt 2) \| 2 \| Rosana \| A las buenas y a las malas \| – \| \| 26. April 2009 – 2. Mai 2009 1 Woche \| 1 \| Depeche Mode \| Sounds of the Universe \| – \| \| 3. Mai 2009 – 9. Mai 2009 1 Woche (insgesamt 2) \| 2 \| Rosana \| A las buenas y a las malas \| – \| \| 10. Mai 2009 – 23. Mai 2009 2 Wochen (insgesamt 4) \| 4 \| (Soundtrack) \| Hannah Montana: The Movie \| – \| \| 24. Mai 2009 – 30. Mai 2009 1 Woche \| 1 \| Green Day \| 21st Century Breakdown \| – \| \| 31. Mai 2009 – 13. Juni 2009 2 Wochen (insgesamt 4) \| 4 \| (Soundtrack) \| Hannah Montana: The Movie \| – \| \| 14. Juni 2009 – 4. Juli 2009 3 Wochen \| 3 \| Jonas Brothers \| Lines, Vines and Trying Times \| – \| \| 5. Juli 2009 – 11. Juli 2009 1 Woche (insgesamt 3) \| 3 \| Bebe \| Y. \| – \| \| 12. Juli 2009 – 18. Juli 2009 1 Woche \| 1 \| Michael Jackson \| King of Pop \| – \| \| 19. Juli 2009 – 15. August 2009 4 Wochen \| 4 \| Michael Jackson \| The Collection \| – \| \| 16. August 2009 – 29. August 2009 2 Wochen (insgesamt 3) \| 3 \| Bebe \| Y. \| – \| \| 30. August 2009 – 12. September 2009 2 Wochen \| 2 \| Pereza \| Aviones \| – \| \| 13. September 2009 – 19. September 2009 1 Woche \| 1 \| David DeMaría \| Relojes de arena \| – \| \| 20. September 2009 – 24. Oktober 2009 5 Wochen \| 5 \| Fito & Fitipaldis \| Antes de que cuente diez \| – \| \| 25. Oktober 2009 – 31. Oktober 2009 1 Woche \| 1 \| David Bisbal \| Sin mirar atrás \| – \| \| 1. November 2009 – 14. November 2009 2 Wochen \| 2 \| El Barrio \| Duermevela \| – \| \| 15. November 2009 – 21. November 2009 1 Woche (insgesamt 4) \| 4 \| Alejandro Sanz \| Paraíso Express \| – \| \| 9. November 2009 – 16. Januar 2010 9 Wochen \| 9 \| Joaquín Sabina \| Vinagre y rosas \| – \| |                                       |                                       |                                       |                           |
| ← 2008 |                                       |                                       |                                       | → 2010 →                  |
| Zeitraum | Wo. ges.                              | Interpret                             | Titel                                 | Zusätzliche Informationen |
| (Zeitraum, Wochen auf Platz eins, Interpret, Titel, zusätzliche Informationen) |                                       |                                       |                                       |                           |
| 7. Dezember 2008 – 10. Januar 2009 5 Wochen | 5                                     | Raphael                               | 50 años después                       | –                         |
| 11. Januar 2009 – 31. Januar 2009 3 Wochen (insgesamt 5) | 5                                     | Amaia Montero                         | Amaia Montero                         | –                         |
| 1. Februar 2009 – 28. Februar 2009 4 Wochen | 4                                     | Bruce Springsteen                     | Working on a Dream                    | –                         |
| 1. März 2009 – 7. März 2009 1 Woche | 1                                     | Fangoria                              | Absolutamente                         | –                         |
| 8. März 2009 – 28. März 2009 3 Wochen (insgesamt 5) | 5                                     | U2                                    | No Line on the Horizon                | –                         |
| 29. März 2009 – 4. April 2009 1 Woche | 1                                     | Mónica Naranjo                        | Stage                                 | –                         |
| 5. April 2009 – 18. April 2009 2 Wochen (insgesamt 5) | 5                                     | U2                                    | No Line on the Horizon                | –                         |
| 19. April 2009 – 25. April 2009 1 Woche (insgesamt 2) | 2                                     | Rosana                                | A las buenas y a las malas            | –                         |
| 26. April 2009 – 2. Mai 2009 1 Woche | 1                                     | Depeche Mode                          | Sounds of the Universe                | –                         |
| 3. Mai 2009 – 9. Mai 2009 1 Woche (insgesamt 2) | 2                                     | Rosana                                | A las buenas y a las malas            | –                         |
| 10. Mai 2009 – 23. Mai 2009 2 Wochen (insgesamt 4) | 4                                     | (Soundtrack)                          | Hannah Montana: The Movie             | –                         |
| 24. Mai 2009 – 30. Mai 2009 1 Woche | 1                                     | Green Day                             | 21st Century Breakdown                | –                         |
| 31. Mai 2009 – 13. Juni 2009 2 Wochen (insgesamt 4) | 4                                     | (Soundtrack)                          | Hannah Montana: The Movie             | –                         |
| 14. Juni 2009 – 4. Juli 2009 3 Wochen | 3                                     | Jonas Brothers                        | Lines, Vines and Trying Times         | –                         |
| 5. Juli 2009 – 11. Juli 2009 1 Woche (insgesamt 3) | 3                                     | Bebe                                  | Y.                                    | –                         |
| 12. Juli 2009 – 18. Juli 2009 1 Woche | 1                                     | Michael Jackson                       | King of Pop                           | –                         |
| 19. Juli 2009 – 15. August 2009 4 Wochen | 4                                     | Michael Jackson                       | The Collection                        | –                         |
| 16. August 2009 – 29. August 2009 2 Wochen (insgesamt 3) | 3                                     | Bebe                                  | Y.                                    | –                         |
| 30. August 2009 – 12. September 2009 2 Wochen | 2                                     | Pereza                                | Aviones                               | –                         |
| 13. September 2009 – 19. September 2009 1 Woche | 1                                     | David DeMaría                         | Relojes de arena                      | –                         |
| 20. September 2009 – 24. Oktober 2009 5 Wochen | 5                                     | Fito & Fitipaldis                     | Antes de que cuente diez              | –                         |
| 25. Oktober 2009 – 31. Oktober 2009 1 Woche | 1                                     | David Bisbal                          | Sin mirar atrás                       | –                         |
| 1. November 2009 – 14. November 2009 2 Wochen | 2                                     | El Barrio                             | Duermevela                            | –                         |
| 15. November 2009 – 21. November 2009 1 Woche (insgesamt 4) | 4                                     | Alejandro Sanz                        | Paraíso Express                       | –                         |
| 9. November 2009 – 16. Januar 2010 9 Wochen | 9                                     | Joaquín Sabina                        | Vinagre y rosas                       | –                         |

## Jahreshitparaden
| ← 2008 ← | Liste der Nummer-eins-Hits in Spanien | Liste der Nummer-eins-Hits in Spanien                           | Liste der Nummer-eins-Hits in Spanien | 2010 →   |
| \| Singles \| Position# \| Alben \| \| ------------------------------------------------------------------------------------------------------------------------------------------------------------------------------------ \| --------- \| --------------------------------------------------------------- \| \| Colgando en tus manos Carlos Baute con Marta Sánchez Carlos Roberto Baute Jiménez \| 1 \| Vinagre y rosas Joaquín Sabina \| \| Infinity 2008 Guru Josh Project Paul Dudley Walden \| 2 \| Antes de que cuente diez Fito & Fitipaldis \| \| I Know You Want Me (Calle Ocho) Pitbull Armando Christian Pérez, Daniel Peter Seraphine, David James Wolinski, Stefano Bosco, Nicola Fasano, Patrick Gonella, Edward Edwin Bello Pou \| 3 \| Paraíso Express Alejandro Sanz \| \| Moving Macaco Daniel Carbonell Heras \| 4 \| Sin mirar atrás David Bisbal \| \| I Gotta Feeling The Black Eyed Peas Pierre David Guetta, Frédéric Jean Riesterer, William James Adams Jr., Allan Pineda Lindo, Jaime Luis Gomez, Stacy Ferguson \| 5 \| Duermevela El Barrio \| \| This Is the Life Amy Macdonald Amy Elizabeth Macdonald \| 6 \| Amaia Montero \| \| Loba Shakira Shakira Isabel Mebarak Ripoll, John Graham Hill, Samuel Bingham Endicott, Albert Sterling Menendez, Jorge Abner Drexler Prada \| 7 \| No Line on the Horizon U2 \| \| Que nadie Manuel Carrasco con Malú Manuel Carrasco Galloso \| 8 \| X Anniversarivm Estopa \| \| Halo Beyoncé Ryan Benjamin Tedder, Evan Kidd Bogart, Beyoncé Giselle Knowles \| 9 \| 50 años después Raphael \| \| Viva la Vida Coldplay Guy Rupert Berryman, Jonathan Mark Buckland, William Elan Champion, Christopher Anthony John Martin \| 10 \| Radio la Colifata presenta: El Canto del Loco El Canto del Loco \| |                                       |                                                                 |                                       |          |
| ← 2008 |                                       |                                                                 |                                       | → 2010 → |
| Singles | Position#                             | Alben                                                           |                                       |          |
| Colgando en tus manos Carlos Baute con Marta Sánchez Carlos Roberto Baute Jiménez | 1                                     | Vinagre y rosas Joaquín Sabina                                  |                                       |          |
| Infinity 2008 Guru Josh Project Paul Dudley Walden | 2                                     | Antes de que cuente diez Fito & Fitipaldis                      |                                       |          |
| I Know You Want Me (Calle Ocho) Pitbull Armando Christian Pérez, Daniel Peter Seraphine, David James Wolinski, Stefano Bosco, Nicola Fasano, Patrick Gonella, Edward Edwin Bello Pou | 3                                     | Paraíso Express Alejandro Sanz                                  |                                       |          |
| Moving Macaco Daniel Carbonell Heras | 4                                     | Sin mirar atrás David Bisbal                                    |                                       |          |
| I Gotta Feeling The Black Eyed Peas Pierre David Guetta, Frédéric Jean Riesterer, William James Adams Jr., Allan Pineda Lindo, Jaime Luis Gomez, Stacy Ferguson | 5                                     | Duermevela El Barrio                                            |                                       |          |
| This Is the Life Amy Macdonald Amy Elizabeth Macdonald | 6                                     | Amaia Montero                                                   |                                       |          |
| Loba Shakira Shakira Isabel Mebarak Ripoll, John Graham Hill, Samuel Bingham Endicott, Albert Sterling Menendez, Jorge Abner Drexler Prada | 7                                     | No Line on the Horizon U2                                       |                                       |          |
| Que nadie Manuel Carrasco con Malú Manuel Carrasco Galloso | 8                                     | X Anniversarivm Estopa                                          |                                       |          |
| Halo Beyoncé Ryan Benjamin Tedder, Evan Kidd Bogart, Beyoncé Giselle Knowles | 9                                     | 50 años después Raphael                                         |                                       |          |
| Viva la Vida Coldplay Guy Rupert Berryman, Jonathan Mark Buckland, William Elan Champion, Christopher Anthony John Martin | 10                                    | Radio la Colifata presenta: El Canto del Loco El Canto del Loco |                                       |          |